# Congress Centrum Suhl

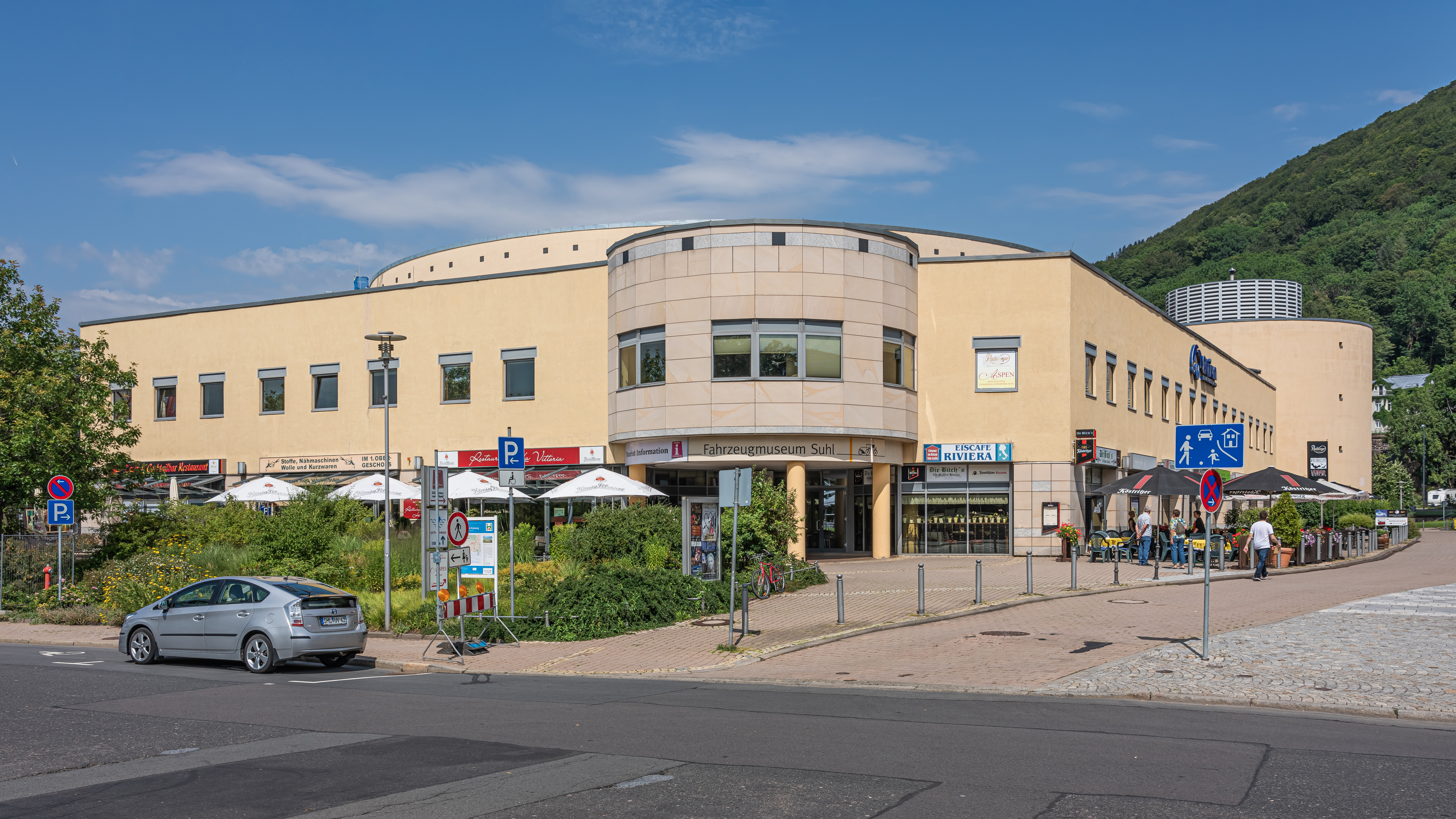
Heutige Ansicht

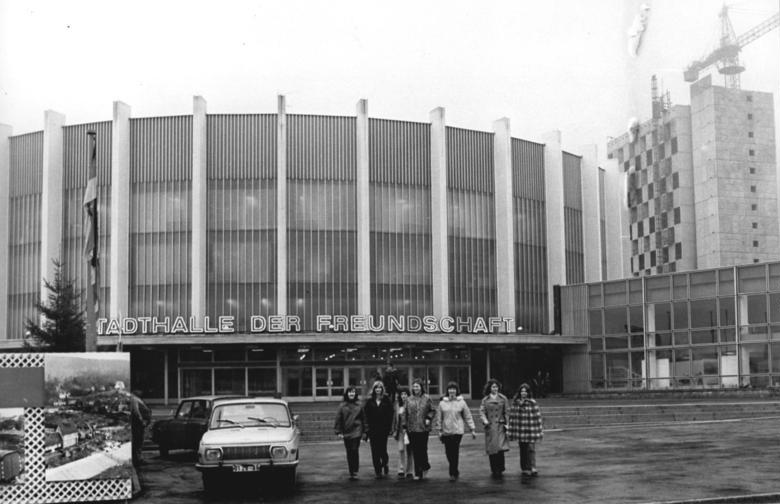
Die Stadthalle der Freundschaft in Suhl im November 1972

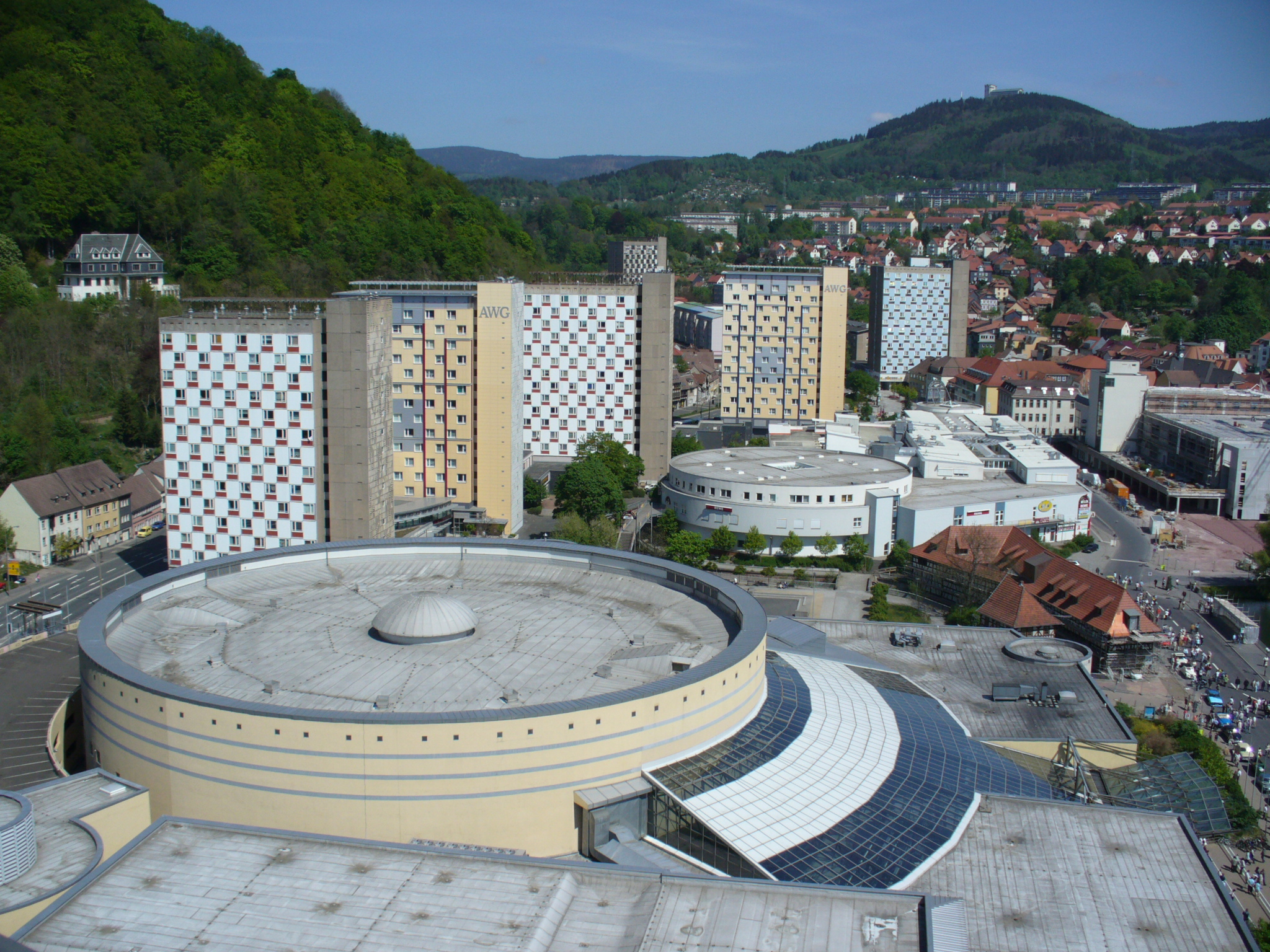
Blick vom Hotel: im Vordergrund die runde ehemalige Stadthalle, dahinter (von links nach rechts) Wohnhochhäuser, Lauterbogencenter und Centrum Warenhaus

Das Congress Centrum Suhl (CCS) wurde als Stadthalle der Freundschaft Mitte der 1970er Jahre im thüringischen Suhl erbaut, um zusammen mit umliegenden Hochhäusern und dem Centrum Warenhaus der damaligen Bezirkshauptstadt einen neuen, sozialistischen Idealen entsprechenden Stadtkern zu schaffen.

## Stadthalle

### Geschichte
Nachdem Suhl 1952 nach Auflösung der Länder in der DDR Bezirkshauptstadt geworden und bis zur Wiedervereinigung 1990 geblieben war, wurden große Teile des historisch gewachsenen Stadtkerns abgerissen und unter Federführung der Bauakademie der DDR unter Hermann Henselmann sozialistisch umgestaltet. Dabei entstand ein neues Stadtzentrum mit Kulturhaus, Stadthalle mit angeschlossenem Hochhaus, sechs weiteren Hochhäusern mit 14 Etagen, einer vierspurigen Schnellstraße, dem Centrum Warenhaus und Verwaltungsgebäuden.
Neben der Kunst am Warenhaus gab es an der Stadthalle verschiedene Kunstwerke, so zum Beispiel das 1977/78 erschaffene Wandbild Internationale Solidarität von Willi Neubert.
Anfang der 1990er Jahre verschwand diese Kunst im Zuge der Umbauarbeiten zum heutigen Congress Centrum Suhl. Dabei wurde die runde Stadthalle, welche ursprünglich mehr als 5000 Besuchern Platz bot, umgebaut und durch ein Parkhaus, weitere Säle und Tagungsräume, sowie durch Einkaufsmöglichkeiten und ein großes, gläsernes Atrium ergänzt. Am 2. Dezember 1995 wurde die umgestaltete Stadthalle mit 2350 Plätzen im Großen Saal eingeweiht. Weitere Veranstaltungsräume sind der Saal Simson, der Bankettsaal Kaluga, das Türmchen und der Kultkeller Vampir. Zwischen dem CCS und dem nachbarschaftlich gelegenen Hotelkomplex befindet sich ein Wellness- und Freizeitbad, das Otilienbad, das zu der CCS GmbH gehört.
Neben zahlreichen gastronomischen Einrichtungen, befindet sich im Atrium des CCS unter anderem die Tourist Information Suhl, die Galerie im Atrium und das Fahrzeugmuseum Suhl.

### Veranstaltungen
Verschiedene Veranstaltungen wie Theater, Musicals, Konzerte von z. B. Northern Lite und Saga, Jugendweihen, Parteitage von z. B. der FDP, Flohmärkte, Tanzabende, Lesungen, Messen oder Comedy-Programme finden regelmäßig statt. Neben Rock- und Popkonzerten tritt hier auch die Thüringen Philharmonie Gotha-Eisenach auf.

### Fahrzeugmuseum
Am 28. April 2007 eröffnete das Fahrzeugmuseum im CCS. Es zeigt auf 1100 m² Ausstellungsfläche etwa 170 Fahrräder, Mopeds, Motorräder und Automobile der über 100-jährigen Suhler Tradition im Fahrzeugbau, dabei hauptsächlich Modelle der Firma Simson und anderer, ehemals in Suhl ansässiger Hersteller.
Ebenfalls gibt es Ausstellungen über die Rennsportgeschichte der Suhler Zweiräder und Informationen über den gebürtigen Suhler Rennfahrer Paul Greifzu. In einer Sonderausstellung werden Dixis aus Eisenach gezeigt. Diese Fabrik wurde von Heinrich Ehrhardt aus Zella St. Blasii gegründet.

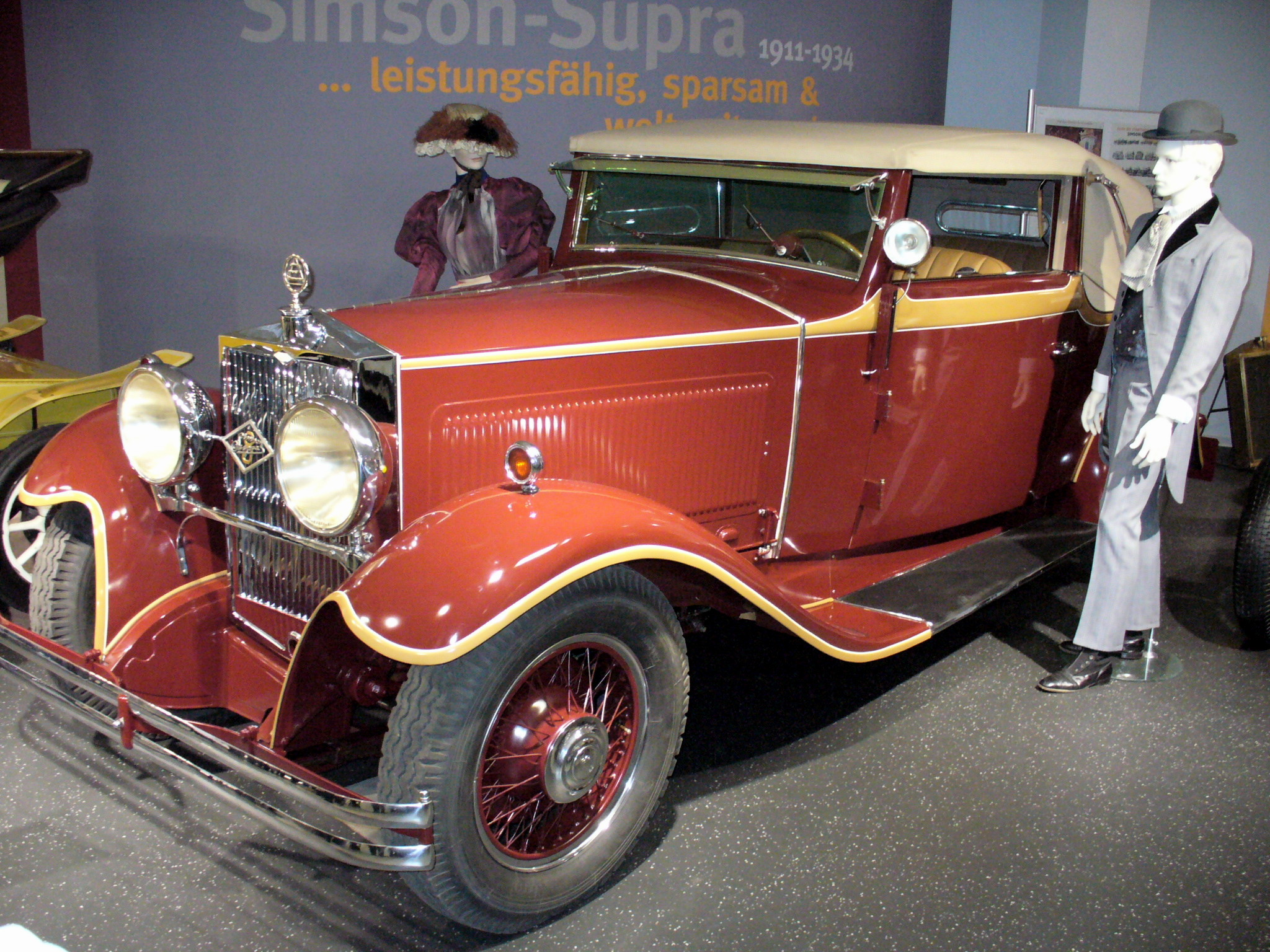
Simson Supra
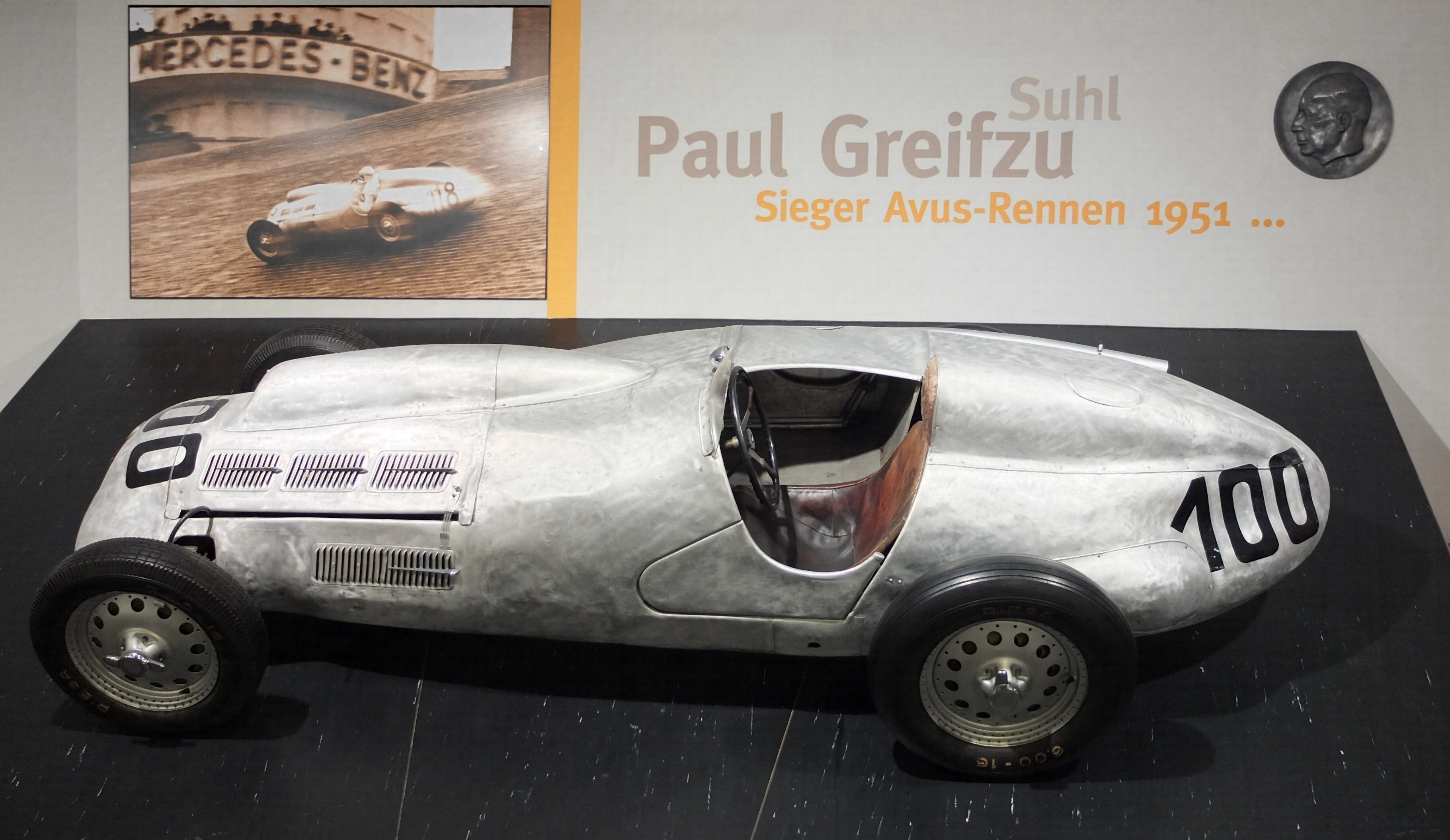
„Greifzu“ Formel-2-Rennwagen (1951)
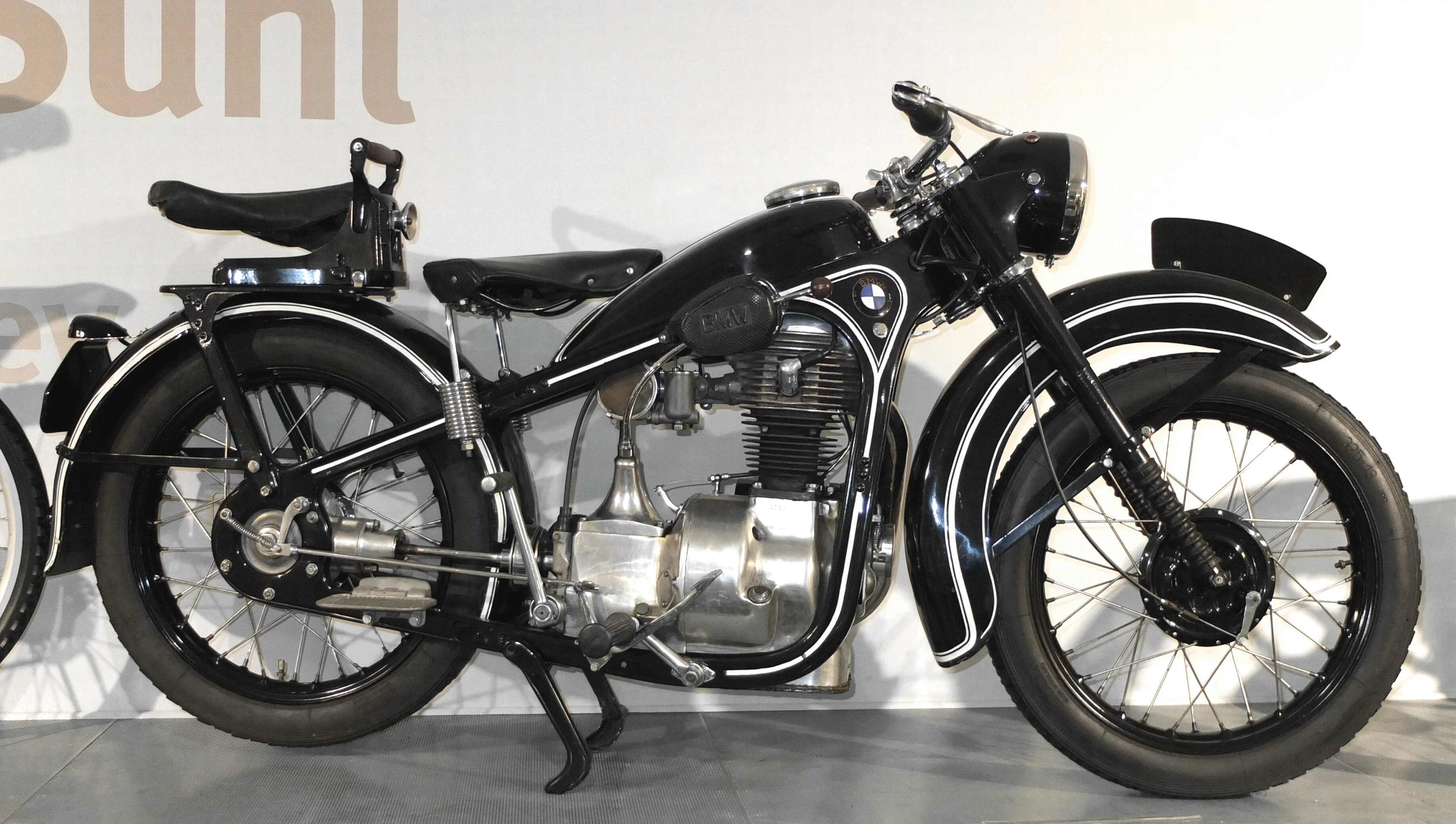
BMW R 35 (1938)
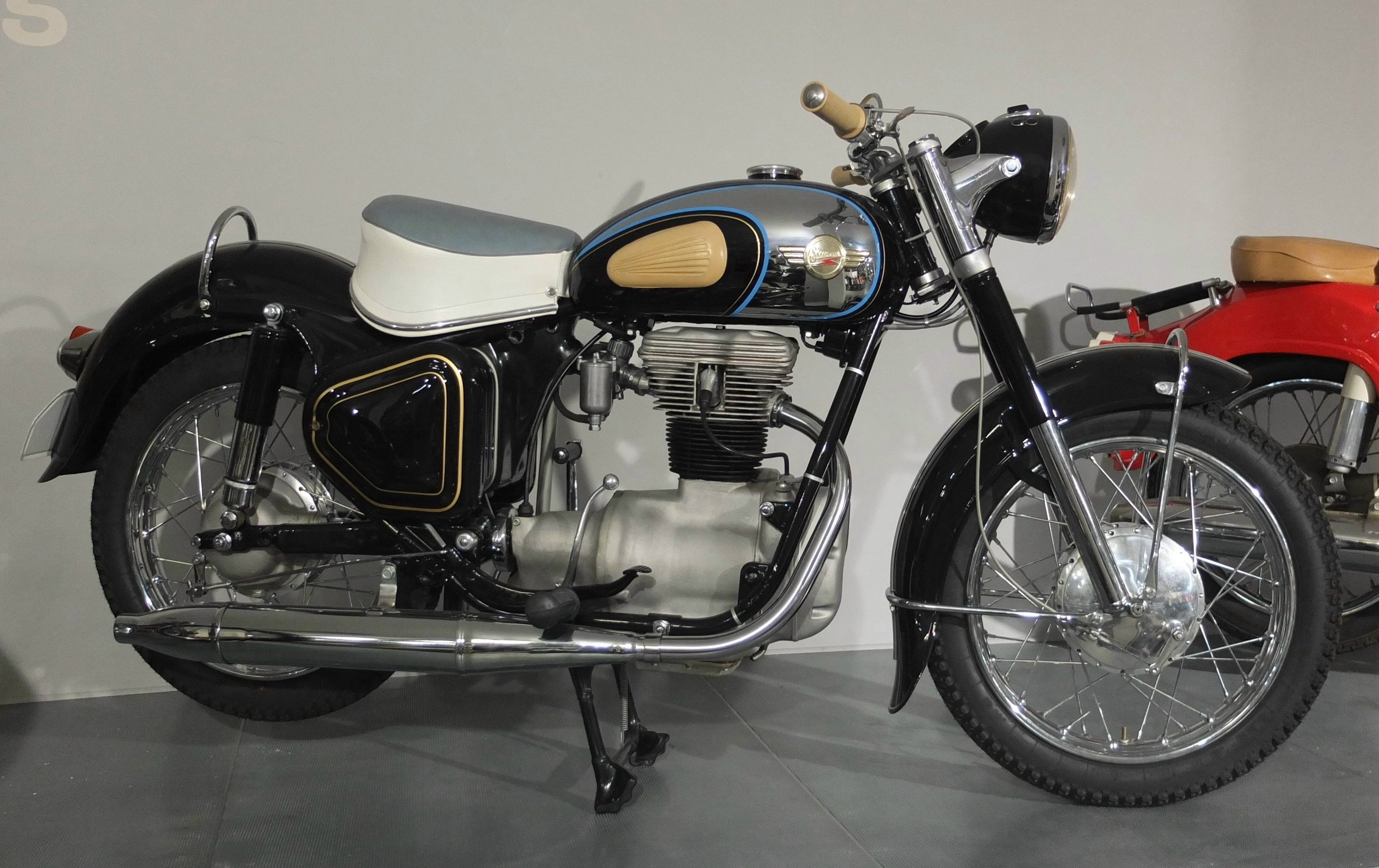
Simson Eskorte (1957), nur 30 Exemplare für offizielle Anlässe gebaut
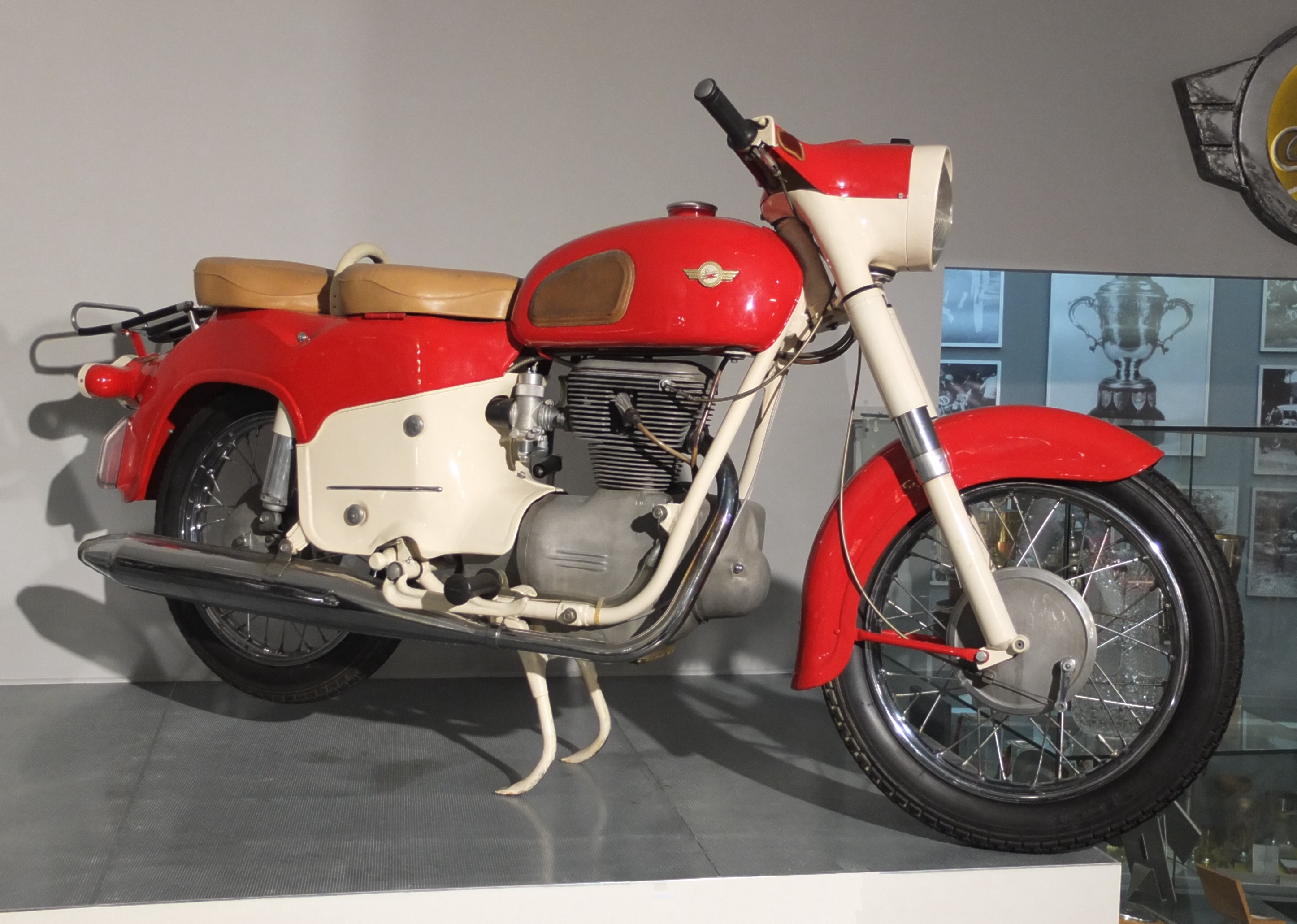
Simson S350 (1960)
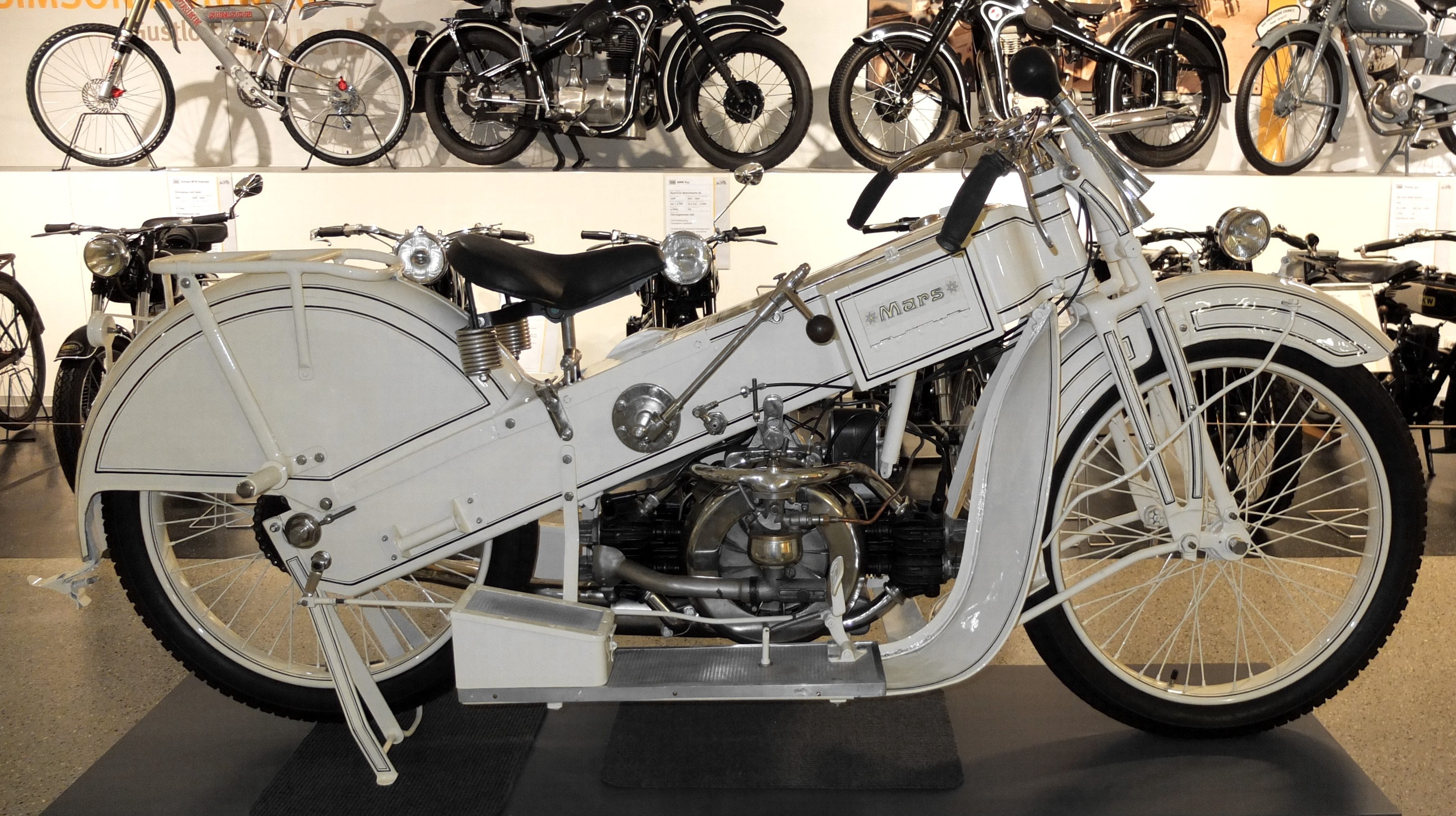
Mars A 23 (1923)

## Hochhaus

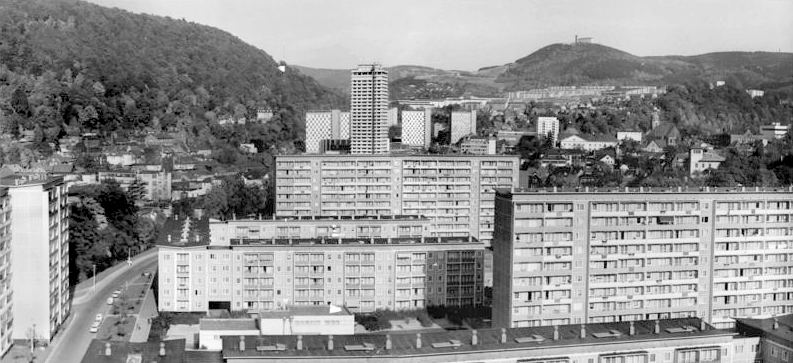
Blick in Richtung Baustelle des Hochhauses 1979

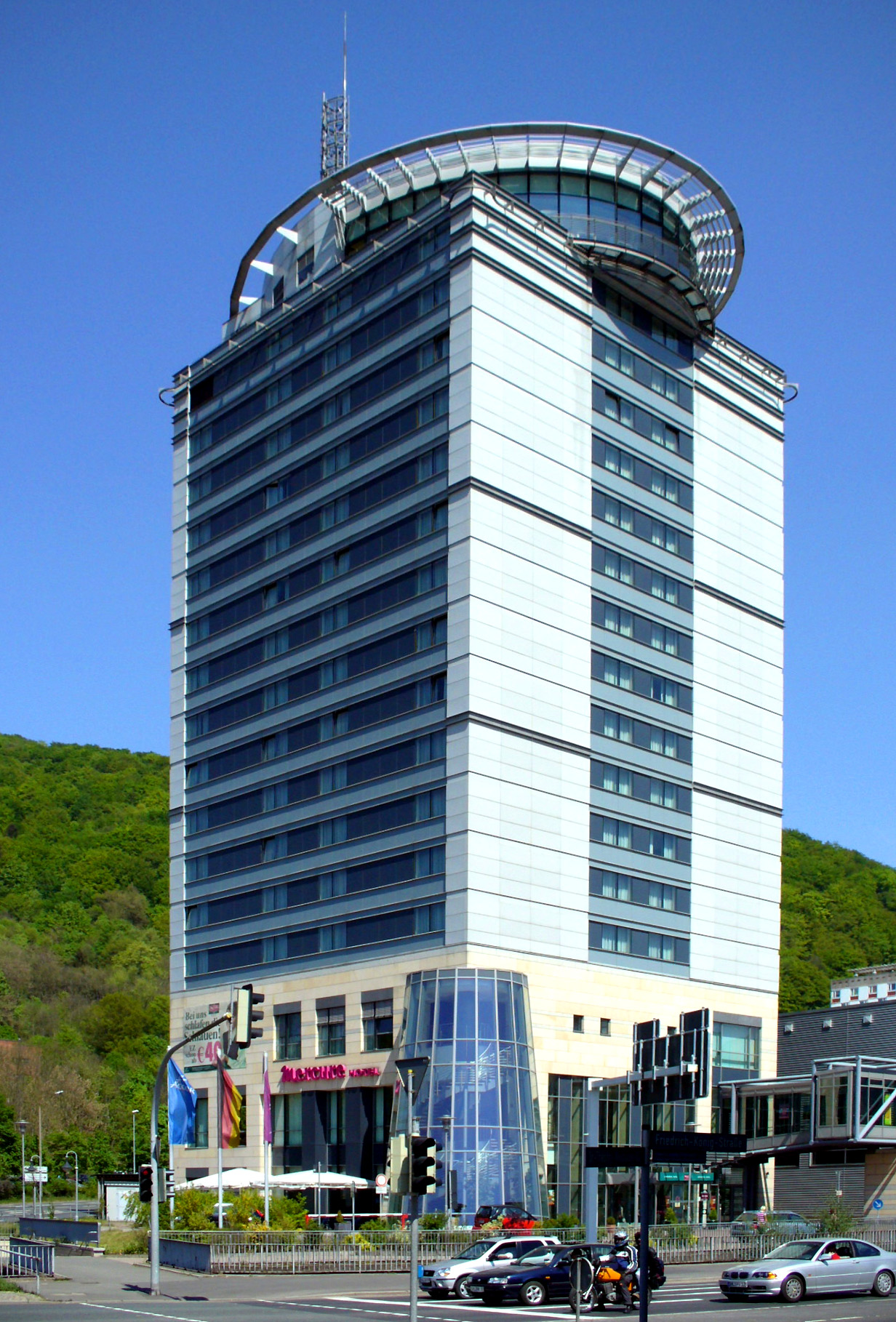
Das Hotel Arcadia, noch in Beschriftung als Mercure-Hotel

Neben den vier 1972 bis 1974 erbauten Hochhäusern in der Doktor-Theodor-Neubauer-Straße, von denen im Jahre 2006 zwei komplett renoviert und modernisiert wurden, errichtete das Bau- und Montagekombinat Erfurt 1977 in der Friedrich-König-Straße neben der Stadthalle und gegenüber vom Herrenteich ein Wohnhochhaus mit 26 Etagen. Das Gebäude ragte auffällig über die Stadt hinaus und war mit einer Höhe von 88 Metern das höchste Gebäude des Bezirkes Suhl. Über die Sockelebenen war ein direkter Anschluss mit der Stadthalle und deren Nebengebäuden gegeben. Im 26. Stockwerk gab es ein doppelgeschossiges Restaurant, darunter befanden sich vornehmlich Einraum-Wohnungen. Ähnlich ist der Oderturm in Frankfurt (Oder) mit einer Höhe von 89 Metern.
Nach der Wendezeit stand das Gebäude größtenteils leer und wurde 1993 unter einem neuen Investor vollkommen entkernt, um zum Hotel umgebaut zu werden. Doch noch während der Umbauarbeiten mangelte es dem Investor an finanziellen Mitteln. Daraufhin ruhten die Bauarbeiten an der ungeschützten Betonkonstruktion drei Jahre lang.
Der Architekt Eberhard Zeidler wurde schließlich von der Europa Congresshotel GmbH & CO. KG Dortmund beauftragt, den Umbau weiterzuplanen. Diese hatte unter der Leitung des Hotelinvestors Reinhard Baumhögger das entkernte Gebäude 1996 für als überteuert angesehene 13,8 Millionen Mark erstanden. Dieser Preis entsprach den noch vom Vorbesitzer auf dem Grundstück lastenden Verbindlichkeiten. Baumhögger tilgte allerdings nur Schulden in Höhe von 10 Millionen Mark, den Rest kaufte er der Hypothekenbank in Essen zum symbolischen Preis von einer Mark ab. Aus Thüringen flossen außerdem weitere fast 24 Millionen Mark Fördergelder in den damals maroden Rohbau. Bei dessen Umbauarbeiten wurden das Maschinenhaus auf dem Dach, das oberste Doppelgeschoss und neun weitere Etagen abgetragen. Nach dem Rückbau erhielt das nun Europa-Congress-Hotel Suhl genannte Gebäude eine moderne Fassade, außerdem wurde auf die verbliebenen 16 Etagen ein ovales und verglastes Restaurant, eine Aussichtsplattform und eine Antenne aufgesetzt. Der ehemalige Sockel wurde verkleinert und bildet jetzt die Eingangshalle des Hotels. Am Fuße wurde der direkte Zugang zum CCS durch eine Glasbrücke wiederhergestellt und durch einen gläsernen, mit der Fassade verbundenen Kreispyramidenstumpf ergänzt.
Bis Anfang 2008 gehörte das 17 Stockwerke umfassende Hochhaus zur Hotelkette Mercure Accor Hotels und nannte sich Mercure Hotel Kongress Suhl. Nach Verkäufen und einer Insolvenz firmiert das 4-Sterne-Hotel 2022 als City Hotel am CCS Suhl.